# Olympische Sommerspiele 1972/Teilnehmer (Finnland)
| Gelbes Symbol für Goldmedaillen mit stilisierten Olympischen Ringen | Graues Symbol für Silbermedaillen mit stilisierten Olympischen Ringen | Braundes Symbol für Bronzemedaillen mit stilisierten Olympischen Ringen |
| ------------------------------------------------------------------- | --------------------------------------------------------------------- | ----------------------------------------------------------------------- |
| 3                                                                   | 1                                                                     | 4                                                                       |

Finnland nahm an den Olympischen Sommerspielen 1972 in München mit einer Delegation von 96 Athleten (89 Männer und sieben Frauen) an 75 Wettkämpfen in sechzehn Sportarten teil. Fahnenträger bei der Eröffnungsfeier war der Kanute Ilkka Nummisto.

## Teilnehmer nach Sportarten

### Bogenschießen
Männer
- Kyösti Laasonen
Einzel: Bronze

- Olavi Laurila
Einzel: 20. Platz

- Jorma Sandelin
Einzel: 40. Platz

### Boxen
Männer
- Jouko Lindbergh
Federgewicht: Viertelfinale

- Pentti Saarman
Halbweltergewicht: 1. Runde

- Mikko Saarinen
Halbmittelgewicht: Achtelfinale

- Reima Virtanen
Mittelgewicht: Silber

### Fechten
Männer
- Risto Hurme
Degen, Einzel: Viertelfinale

### Gewichtheben
Männer
- Arvo Ala-Pöntiö
Mittelgewicht: 13. Platz

- Kaarlo Kangasniemi
Leichtschwergewicht: 6. Platz

- Juhani Avellan
Leichtschwergewicht: 8. Platz

- Jaakko Kailajärvi
Mittelschwergewicht: 8. Platz

- Aimo Nieminen
Mittelschwergewicht: 12. Platz

- Kauko Kangasniemi
Schwergewicht: 7. Platz

- Taito Haara
Schwergewicht: DNF

- Jouko Leppä
Superschwergewicht: 4. Platz

- Kalevi Lahdenranta
Superschwergewicht: 7. Platz

### Judo
Männer
- Simo Akrenius
Mittelgewicht: 9. Platz

### Kanu
Männer
- Ilkka Nummisto
Kajak-Einer, 1000 Meter: 9. Platz

- Jorma Lehtosalo, Heikki Mäkelä, Kari Markkanen & Ilkka Nummisto
Kajak-Vierer, 1000 Meter: 7. Platz

### Leichtathletik
| Männer - Mikko Ala-Leppilampi 3000 Meter Hindernis: 10. Platz - Bo Grahn Kugelstoßen: 24. Platz in der Qualifikation - Erik Gustafsson 100 Meter: Vorläufe 4 × 100 Meter: Halbfinale - Markku Juhola 200 Meter: Viertelfinale 4 × 100 Meter: Halbfinale - Pentti Kahma Diskuswurf: 9. Platz - Antti Kalliomäki Stabhochsprung: kein gültiger Versuch im Finale - Tapio Kantanen 5000 Meter: Vorläufe 3000 Meter Hindernis: Bronze - Ossi Karttunen 4 × 400 Meter: 6. Platz - Jorma Kinnunen Speerwurf: 6. Platz - Markku Kukkoaho 400 Meter: 6. Platz 4 × 400 Meter: 6. Platz - Stig Lönnqvist 4 × 400 Meter: 6. Platz - Seppo Nikkari Marathon: 11. Platz - Pekka Päivärinta 1500 Meter: Halbfinale 3000 Meter Hindernis: 8. Platz - Reino Paukkonen Marathon: 19. Platz - Leo Pusa Speerwurf: kein gültiger Versuch in der Qualifikation - Antti Rajamäki 100 Meter: Viertelfinale 4 × 100 Meter: Halbfinale - Esa Rinne Dreisprung: 17. Platz in der Qualifikation - Jorma Rinne Diskuswurf: 11. Platz - Ari Salin 400 Meter Hürden: Vorläufe 4 × 400 Meter: 6. Platz - Hannu Siitonen Speerwurf: 4. Platz - Seppo Simola Kugelstoßen: 16. Platz - Pekka Tiihonen Marathon: DNF - Ari Väänänen Weitsprung: 11. Platz - Juha Väätäinen 5000 Meter: 13. Platz - Pekka Vasala 1500 Meter: Gold - Raimo Vilén 100 Meter: Vorläufe 4 × 100 Meter: Halbfinale - Lasse Virén 5000 Meter: Gold 10.000 Meter: Gold | Frauen - Marika Eklund 400 Meter: Viertelfinale 4 × 100 Meter: Vorläufe 4 × 400 Meter: 7. Platz - Tuula Rautanen 100 Meter: Vorläufe 4 × 100 Meter: Vorläufe 4 × 400 Meter: 7. Platz - Mona-Lisa Strandvall 400 Meter: Halbfinale 4 × 100 Meter: Vorläufe 4 × 400 Meter: 7. Platz - Sinikka Tyynelä 1500 Meter: Vorläufe - Pirjo Wilmi 200 Meter: Viertelfinale 4 × 100 Meter: Vorläufe 4 × 400 Meter: 7. Platz |

### Moderner Fünfkampf
Männer
- Risto Hurme
Einzel: 8. Platz
Mannschaft: Bronze

- Veikko Salminen
Einzel: 17. Platz
Mannschaft: Bronze

- Martti Ketelä
Einzel: 19. Platz
Mannschaft: Bronze

### Radsport
Männer
- Kalevi Eskelinen
100 Kilometer Mannschaftszeitfahren: 19. Platz

- Harry Hannus
Straßenrennen: DNF
100 Kilometer Mannschaftszeitfahren: 19. Platz

- Raimo Suikkanen
4000 Meter Einerverfolgung: 19. Platz in der Qualifikation

- Mauno Uusivirta
Straßenrennen: DNF
100 Kilometer Mannschaftszeitfahren: 19. Platz

- Tapani Vuorenhela
Straßenrennen: DNF

- Ole Wackström
Straßenrennen: DNF
100 Kilometer Mannschaftszeitfahren: 19. Platz

### Ringen
Männer
- Raimo Hirvonen
Halbfliegengewicht, griechisch-römisch: 4. Platz

- Pertti Ukkola
Fliegengewicht, griechisch-römisch: Rückzug nach 1. Runde

- Risto Björlin
Bantamgewicht, griechisch-römisch: Bronze

- Martti Laakso
Federgewicht, griechisch-römisch: 7. Platz

- Veikko Lavonen
Leichtgewicht, griechisch-römisch: 2. Runde

- Eero Tapio
Weltergewicht, griechisch-römisch: 4. Runde

- Matti Laakso
Mittelgewicht, griechisch-römisch: 3. Runde

- Aimo Mäenpää
Schwergewicht, griechisch-römisch: 2. Runde

- Raimo Karlsson
Superschwergewicht, griechisch-römisch: 2. Runde

- Jorma Liimatainen
Federgewicht, Freistil: 3. Runde

### Rudern
Männer
- Leo Ahonen, Leif Andersson & Antero Yli-Ikkelä
Zweier mit Steuermann: Hoffnungslauf

### Schießen
- Osmo Ala-Honkola
Freies Gewehr, Dreistellungskampf: 25. Platz

- Jaakko Asikainen
Kleinkaliber, liegend: 61. Platz

- Immo Huhtinen
Schnellfeuerpistole: 13. Platz
Freie Pistole: 26. Platz

- Seppo Irjala
Freie Pistole: 19. Platz

- Esa Kervinen
Kleinkaliber, Dreistellungskampf: 29. Platz
Kleinkaliber, liegend: 80. Platz

- Seppo Mäkinen
Schnellfeuerpistole: 27. Platz

- Paavo Mikkonen
Laufende Scheibe: 23. Platz

- Jaakko Minkkinen
Freies Gewehr, Dreistellungskampf: 6. Platz
Kleinkaliber, Dreistellungskampf: 32. Platz

- Pekka Suomela
Laufende Scheibe: 14. Platz

- Ari Westergård
Skeet: 12. Platz

### Schwimmen
Frauen
- Eva Sigg
200 Meter Schmetterling: Vorläufe
200 Meter Lagen: Vorläufe
400 Meter Lagen: Vorläufe

### Segeln
- Kim Weber
Finn-Dinghy: 6. Platz

- Kurt Nyman, Göran Schaumann & Antero Sotamaa
Drachen: 8. Platz

- Arndt Norrgård, Johan Tallberg & Peter Tallberg
Soling: 12. Platz

### Turnen
Männer
- Mauno Nissinen
Einzelmehrkampf: 35. Platz
Boden: 55. Platz in der Qualifikation
Pferd: 71. Platz in der Qualifikation
Barren: 32. Platz in der Qualifikation
Reck: 45. Platz in der Qualifikation
Ringe: 42. Platz in der Qualifikation
Seitpferd: 22. Platz in der Qualifikation

### Wasserspringen
| Männer - Pentti Koskinen Kunstspringen: 15. Platz in der Qualifikation | Frauen - Laura Kivelä Kunstspringen: 24. Platz in der Qualifikation Turmspringen: 22. Platz in der Qualifikation |